# 彩虹海豬魚
彩虹海豬魚，為輻鰭魚綱鱸形目隆頭魚亞目隆頭魚科的其中一種，分布於西大西洋區，從美國佛羅里達州南部至南美洲北部海域，體長可達13公分，棲息在珊瑚礁海域，以無脊椎動物為食，生活習性不明，可作為觀賞魚。